# Agnieszka Chylińska
Agnieszka Barbara Chylińska (sinh ngày 23 tháng 5 năm 1976 tại Gdańsk) là ca sĩ, nhạc sĩ, tác giả và nhân vật truyền hình Ba Lan.
Năm 1994 đến năm 2003,  Chylińska là giọng ca chính cho ban nhạc rock O.N.A.. Năm 2004 cô phát hành một album mang tên Winna. Năm 2008, cô làm giám khảo cho Cuộc thi tìm kiếm tài năng Ba Lan. Năm 2009, cô phát hành album phòng thu Modern Rocking, sau đó là Forever Child (2016) và Pink Punk (2018).

## Album và bài hát

### Album phòng thu
| Tiêu đề                   | Chi tiết vê album                                                                                        | Xếp hạng | Xếp hạng | Chứng nhận           |
| Tiêu đề                   | Chi tiết vê album                                                                                        | POL      | SWE      | Chứng nhận           |
| ------------------------- | --- | -------- | -------- | -------------------- |
| Winna                     | - Phát hành: 22 tháng 3 năm 2004 - Hãng thu âm: Pomaton EMI - Định dạng: CD, Digital Download            | 2        | —        |                      |
| Modern Rocking            | - Phát hành: 26 tháng 10 năm 2009 - Hãng thu âm: EMI Music Balan - Định dạng: CD, Digital Download       | 1        | —        | - ZPAV: Bạch kim     |
| Forever Child             | - Phát hành: 30 tháng 9 năm 2016 - Hãng thu âm: Warner Music Balan - Định dạng: CD, LP, Digital Download | 1        | 44       | - ZPAV: 3 × Bạch kim |
| Pink Punk                 | - Phát hành: 26 tháng 10 năm 2018 - Hãng thu âm: Warner Music Balan - Định dạng: CD, Digital Download    | 2        | —        | - ZPAV: Vàng         |
| "—": không được xếp hạng. | |          |          |                      |

### Đĩa đơn
| Tiêu đề                        | Năm  | Xếp hạng | Xếp hạng | Xếp hạng | Chứng nhận        | Album          |
| Tiêu đề                        | Năm  | POL      | POL New  | POL TV   | Chứng nhận        | Album          |
| ------------------------------ | ---- | -------- | -------- | -------- | ----------------- | -------------- |
| "Nie mogę Cię zapomnieć"       | 2009 | —        | 2        | —        |                   | Modern Rocking |
| "Zima"                         | 2010 | —        | —        | —        |                   | Modern Rocking |
| "Wybaczam Ci"                  | 2010 | —        | 1        | 2        |                   | Modern Rocking |
| "Niebo"                        | 2010 | —        | 2        | —        |                   | Modern Rocking |
| "Kiedy przyjdziesz do mnie"    | 2014 | —        | —        | —        |                   | Forever Child  |
| "Against All Odds" (với LemON) | 2015 | —        | 2        | —        |                   | 25 lat RMF FM  |
| "Królowa łez"                  | 2016 | 1        | 3        | 4        | - ZPAV: Kim cương | Forever Child  |
| "KCACNL"                       | 2017 | 28       | 1        | —        |                   | Forever Child  |
| "Mam zły dzień"                | 2018 | —        | —        | —        |                   | Pink Punk      |
| "Schiza"                       | 2019 | —        | —        | —        |                   | Pink Punk      |
| "—": không được xếp hạng.      |      |          |          |          |                   |                |

## Video âm nhạc (MV)
| Tiêu đề                     | Năm  | Đạo diễn)            | Tham khảo |
| --------------------------- | ---- | -------------------- | --------- |
| "Winna"                     | 2004 | Không rõ             |           |
| "Niczyja"                   | 2004 | Không rõ             |           |
| "Zmysłowa"                  | 2004 | Không rõ             |           |
| "Nie mogę Cię zapomnieć"    | 2009 | Jacek Kościuszko     | [ 8 ]     |
| "Wybaczam Ci"               | 2010 | Jacek Kościuszko     |           |
| "Niebo"                     | 2010 | Jacek Kościuszko     | [ 9 ]     |
| "Kiedy przyjdziesz do mnie" | 2014 | Dariusz Szermanowicz | [ 10 ]    |
| "Królowa łez"               | 2016 | Adam Gawenda         | [ 11 ]    |
| "Mam zły dzień"             | 2018 | Tadeusz Śliwa        | [ 12 ]    |
| "Schiza"                    | 2019 | Adam Gawenda         | [ 13 ]    |